# Double Brutal
Double Brutal è il secondo album del progetto thrash metal di Tim Lambesis Austrian Death Machine pubblicato nel 2009 attraverso la Metal Blade. L'album è diviso in 2 CD, il primo composto da canzoni originali ispirate ai film di Arnold Schwarzenegger mentre il secondo è composto da cover associabili ai film dell'ex governatore della California.
L'album ha debuttato al 105º posto nella classifica Billboard 200.
È stato girato un video musicale per la canzone "I Need Your Clothes, Your Boots, and Your Motorcycle".

## Tracce

### Disco 1
1. Double Ahhnold - 1:22
2. I Need Your Clothes, Your Boots, and Your Motorcycle - 3:54 (citazione da Terminator 2 - Il giorno del giudizio)
3. Let Off Some Steam Bennett - 3:15 (citazione da Commando)
4. Who Writes the Songs? (The Real Bomb Track) - 1:06
5. It's Simple, If it Jiggles it's Fat - 1:44 (citazione da Pumping Iron)
6. See You at the Party Richter - 3:33 (citazione da Atto di forza)
7. Hey Cookie Monster, Nothing is as Brutal as Neaahhh - 0:34
8. Who Told You You Could Eat My Cookies? - 3:12 (citazione da Una promessa è una promessa)
9. Come on Cohaagen, Give Deez People Ehyar - 3:18 (citazione da Atto di forza)
10. Who is Your Daddy, and What Does He 2? - 0:24 (citazione da un poliziotto alle elementari)
11. Come on, Do it, Do it, Come on, Come on, Kill me, Do It Now - 2:58 (citazione da Predator)
12. Allow Me To Break The Ice - 2:09 (citazione da Batman & Robin)
13. Conan, What is Best in Life? - 2:29 (citazione da Conan il barbaro)

### Disco 2
1. Intro to the Intro - 0:51
2. T2 Theme - 1:13
3. Hell Bent for Leather - 2:33 (cover dei Judas Priest)
4. Time Travel: The Metallica Conspiracy - 0:35
5. Trapped Under Ice - 3:59 (cover dei Metallica)
6. Iron Fist - 2:38 (cover dei Motörhead)
7. Recalling Mars - 0:36
8. I Turned into a Martian - 1:28 (cover dei The Misfits)
9. Killing Is My Business... And Business Is Good! - 3:04 (cover dei Megadeth)
10. Tactically Dangerous – Cannibal Commando - 2:34 (cover dei Goretorture)
11. Gotta Go - 2:34 (cover degli Agnostic Front)

## Formazione
- Tim Lambesis - chitarra, basso, batteria, voce, tromba, tastiera, oboe
- Ahhhnold (Josh Robert Thompson) - voce
- Ahhhnold's Clone (Timothy Benham)

### Ospiti

#### Assoli di chitarra

##### Disco 1
- Andrew Tapley (The Human Abstract) – tracce 2 & 5
- Rusty Cooley (Outworld) – traccia 3
- Chris Storey (ex-All Shall Perish) – traccia 6
- Mark MacDonald (Mercury Switch) – traccia 8
- Buz McGrath (Unearth) – traccia 9
- Kris Norris (ex-Darkest Hour) – traccia 11
- James "JP" Gericke (Skyline Collapse e Death by Stereo) – traccia 12
- Rocky Gray (Living Sacrifice) – traccia 13 (primo)
- Jason Suecof (Capharnaum) – traccia 13 (secondo)

##### Disco 2
Mark MacDonald (Mercury Switch) – tutte le tracce

#### Altri musicisti
- James "JP" Gericke (Skyline Collapse e Death by Stereo) - chitarra ritmica e basso
- Jeff Gretz - tutte le batterie nel disco 2 tranne T2 Theme & Tactically Dangerous
- Josh James (Evergreen Terrace) - voce nella traccia 5 del disco 1
- Kelly "Carnage" Cairns - voce nelle tracce 6, 8, e 11 del disco 2
- Dan Gregory - voce nella traccia 3 of disco 2
- Daniel Castleman - arpa nella traccia 6 del disco 1
- Josh James, James Gericke, Justin Olszewski, Henry C. Hampton III, Lance Miles,Dan Gregory, Josh Gilbert, Kelly Cairns - Gang Vocals